# إبراهيم حزبون
إبراهيم يوسف حزبون (18 أكتوبر 1947-) منجّم فلسطيني ولد في مدينة بيت لحم في الضفة الغربية وهو منجّم مشهور في منطقة الشرق الأوسط.

## نشأته
وُلِدَ إبراهيم يوسف حزبون في مدينة بيت لحم في 18/10/1947م.
التحق بالعمل بالإذاعة الإسرائيلية في نهاية عام 1969 كمذيع ومقدم برامج.
في عام 1974م وقع في يده كتابًا باللغة العبرية يتحدث عن الأبراج وكان مترجمًا من الإنجليزية إلى العبرية، شغف بمادته وشرع يتعرف على موضوع جديد لم يكن لديه علم به. أبدى اهتمامًا بدراسة هذا الموضوع، فتوجه إلى الجامعة العبرية لدراسة علم التنجيم لكنه فوجئ بأن هذا الموضوع لا يُدَرّس فيها، اعتمد على نفسه وتوجه هذه المرة إلى المكتبات التي تعني بموضوع التنجيم والأبراج ولكنها لم تفِ باحتياجاته.
أحضرَ كتبًا ومراجعًا من الولايات المتحدة وأقراص حاسوب تتناول هذا الموضوع ودرس بمفرده. حاول الاتصال بمنجمين عرب لكنه لم يوفق في العثور على شخص واحد يعمل في هذا المجال. التقى منجمًا يهوديًا وعده بمنحه 10 دقائق من وقته ولكن اللقاء استمر أكثر من ساعتين رغم أن هذا المنجم تردد في لقائه في البداية. الجدير بالذكر أن بعض المنجمين اليهود يجرون معه اليوم اتصالات لاستفسارات تنجيمية.
رغم مضي بضع سنوات لم يفكر في احتراف التنجيم بل استخدمه كهواية في معرفة أبراج الآخرين وإعطاء توقعات حتى صادف في أحد الأيام حضور الفنانة ليلى نجار إلى الإذاعة ولم تكن تعرفه فأوقفها وسألها إن كانت من برج الأسد، تعجبت وردت على الفور: أنا فعلا من هذا البرج، كيف عرفت؟ ومن أنت؟ أخبرها بأمرهِ فدعته إلى مقابلة في برنامج أسبوعي كانت تقدمه في التلفزيون الإسرائيلي كضيف الحلقة استمرت نصف ساعة.
كانت هذه بداية الانطلاق إذ انتبه إليه المسؤولون في الإذاعة وعرضوا عليه تقديم برنامج أسبوعي حول موضوع التنجيم فبدأ يقدمه كل ليل جمعة وسرعان ما جذب إليه عددا كبيرا من المستمعين في شتى منطقة الشرق الأوسط بدليل المكالمات التي كان يتلقاها مباشرة من مصر والأردن والعراق وسوريا وغيرها.

## المهنة
بدأ العمل كمذيع في الإذاعة الإسرائيلية في عام 1970. درس علم التنجيم كهاوى في البداية حتى أصبح محترفا فيه وبدأ بإذاعة برنامج على الإذاعة الإسرائيلية حيث يتصل به العديد من المستمعين ليسألوه عن الصحة والحظ والمال إلخ... برنامجه الأول كان في أكتوبر 1993م وقد تلقى 7 اتصالات، أما قبيل مغادرته الإذاعة للتقاعد تلقى برنامجه في شهر ديسمبر من العام 2005 حوالي 30,000 مكالمة من جميع أنحاء العالم.
بالرغم من تقاعده فقد أصرت الإذاعة الإسرائيلية على إعادته لاستئناف برنامجه الشهير بسبب الطلب المتزايد من مستمعيه على الاستمرار. يذاع البرنامج كل أسبوع ويحتل المراتب الأولى في الإذاعة الإسرائيلية ويعتبر البرنامج الوحيد الذي استمر ليومنا هذا مقارنة بالبرامج الإذاعية الأخرى.
حاز حزبون على العديد من الجوائز. بالإضافة إلى نيله لقب «رجل العام» لسنة 1995 في مجال الاتصالات في حيفا بإسرائيل. في عام 1996 أصدر كتابا مميزا يشرح فيه القواعد الأساسية لعلم التنجيم، لاقى الكتاب نجاحا باهرا حتى أنه تمت ترجمته إلى لغات متعددة كاللغة الكردية في منطقة السليمانية في العراق.
في عام 1995م حصل من قبل مؤسسة «مدور» للصحافة والإعلام في حيفا على جائزة الرجل الأول في عالم الاتصالات في إسرائيل مع عدد من الصحفيين ورجال الإعلام المعروفين.
في عام 1996م أصدر كتابًا بعنوان «عالم الأبراج» على اسم برنامجه الإذاعي شرح فيه بشكل مبسط ومبدئي أسس علم التنجيم. لاقى رواجا كبيرا ووصل إلى بعض الدول العربية لا سيما الأردن ومن هناك تمت قرصنته في مدينة السليمانية فترجم إلى اللغة الكردية.
أجرت عدة وسائل إعلام محلية وعالمية مقابلات ولقاءات معه كان من أبرزها وكالة "ASSOCIATED PRESS" من القاهرة حيث وصفته بأنه نجم عربي يلمع في سماء العالم العربي "FINANCIAL TIMES" والصحيفة اللندنية ذكرت بأنه أشهر شخصية تنجيمية في الشرق الأوسط وصحيفة «معريف» أفردت في ملحقها الأسبوعي صفحتين كبيرتين تحدثت فيهما عن إبراهيم حزبون وإنجازاته وصحيفة «العرب اليوم» الأردنية وغيرها.
بعد النجاح الكبير الذي حققه في برنامجه الأسبوعي يوم الجمعة أضيف إليه برنامج آخر في يوم الأربعاء بناءً على طلب كبير من مستمعيه إذ اتضح أن عدد الاتصالات ليلة بث البرنامج كان يصل إلى 30,000 اتصال في بعض الأحيان مما شكل ضغطًا على البدالة كما أخبرته مديرة البرامج حينئذ من شكوى قدمتها شركة بيزك للاتصالات، بناءً على ذلك شهد البرنامج الثاني «رحلة فلكية» النور واستمر البرنامجان في البث أسبوعيًا حتى خرج إلى تقاعد مبكر مع إطلالة عام 2005م. رغم تقاعده أعادته الإذاعة الإسرائيلية إلى تقديم برنامج أسبوعي نتيجة الطلب المتزايد عليه وهو يذاع كل ليل جمعة بعد أخبار الساعة 20:30.
حاليًا يقدم برنامجًا يوميًا في «راديو مونت كارلو» يذاع في الصباح وتعاد إذاعته مرتين حتى الظهيرة ويتناول توقعات يومية لكافة الأبراج.
يطلب منه أحيانًا إعطاء محاضرات في هذا الموضوع وهو لا يتردد في شرح هذا الموضوع خاصة أن البعض مِمن يجهل علم التنجيم يعتقد بأنه يعارض الأمور الدينية مبينًا أنه ليس فقط لا يتعارض مع الدين بل يعزز إيماننا إذا أدركنا أن الكواكب التي تؤثر علينا هي من صنع خالق عظيم لهذا الكون.
ثمة زاوية أسبوعية لإبراهيم في صحيفة بانوراما التي تصدر في الطيبة المثلث في إسرائيل يُقدم من خلالها توقعات أسبوعية لجميع الأبراج مع رد على استفسارات تنجيمية فلكية بالإضافة إلى مقال ثابت يتناول كل مرة الوضعية الآنية لأحد الكواكب وتأثيره على كافة مواليد الأبراج. لديه أيضًا توقعات يومية على الإنترنت في الموقع التابع لصحيفة بانوراما.

## الحياة الشخصية
حزبون هو مواطن فلسطيني مسيحي من عرب إسرائيل حيث تزوج مواطنة عربية-إسرائيلية مولودة في الناصرة وهو أب لثلاثة أبناء.

## من التوقعات التي نجح فيها إبراهيم حزبون
- توقع في بداية شهر ديسمبر كانون أول 2008.
- توقع حصول حوادث عنيفة لها صلة بالنيران والأدوات الحادة وفيها عدد كبير من الضحايا، في 12\28 كانت الهجمة الإسرائيلية على قطاع غزة.
- توقع فوز أوباما على مكين لرئاسة الولايات المتحدة وفسر أسباب ذلك خلال عشر دقائق لراديو مونت كارلو وراديو إسرائيل.
- توقع فوز براك على نتانياهو في انتخابات سابقة.
- توقع في مجلة "לאישה" (للمرأة) في عدد أكتوبر «ضغطًا صحيًا كبيرًا» على رئيس الوزراء الإسرائيلي حينئذ (اريئيل شارون) ودخل في غيبوبة بعد بضعة أشهر.
- توقع أن يكون قحط بين عامي 2007 و2008 في إسرائيل.
- توقع إنسحاب القوات الإسرائيلية من قطاع غزة.